# Edoardo, duca di Edimburgo
Principe Edoardo, duca di Edimburgo (Edward Antony Richard Louis Mountbatten-Windsor; Buckingham Palace, 10 marzo 1964), è il quarto e ultimo figlio, nonché il terzo maschio, della regina Elisabetta II e del principe Filippo di Edimburgo ed il fratello minore del re Carlo III. È quindicesimo in linea di successione al trono del Regno Unito.
Il 10 marzo 2023, re Carlo III del Regno Unito lo ha insignito del titolo di duca di Edimburgo.

## Biografia

### I primi anni
Edoardo nacque a Buckingham Palace il 10 marzo 1964, quarto figlio e terzo maschio di Elisabetta II e di Filippo di Edimburgo. Venne battezzato il 2 maggio 1964 nella cappella privata del castello di Windsor dal decano di Windsor, Robert Woods, e suoi padrini furono Richard, duca di Gloucester, Luigi d'Assia-Darmstadt, Antony Armstrong-Jones, I conte di Snowdon, Katharine, duchessa di Kent e Sofia di Grecia, zia paterna. In quanto figlio del Sovrano ottenne dalla nascita il titolo di "altezza reale".
Come i suoi fratelli maggiori, Edoardo ebbe una governante responsabile della sua educazione a Buckingham Palace. All'età di sette anni, venne inviato alla Gibbs School e nel settembre del 1972 alla Heatherdown Preparatory School, presso Ascot. Come suo padre e i suoi fratelli, egli si recò infine a Gordonstoun, nella Scozia settentrionale dove venne nominato rappresentante d'istituto. Edoardo ottenne una C e due D agli A levels (equivalente inglese della Maturità), e dopo la scuola trascorse un anno all'estero, in particolare soggiornando presso la Wanganui Collegiate School in Nuova Zelanda dal settembre del 1982.
Al suo ritorno nel Regno Unito, Edoardo si immatricolò al Jesus College di Cambridge come lettore di storia. La sua ammissione a Cambridge causò alcune controversie per l'epoca dal momento che l'ammissione alla frequenza di questo college prevedeva il diploma A-s. Edoardo nel 1991 divenne master of arts a Cambridge, uno dei pochi membri della famiglia reale ad ottenere questo riconoscimento universitario.

### La carriera
Lasciata l'università, Edoardo aderì al corpo dei Royal Marines nella scuola ufficiali; lasciò presto questo incarico per dedicarsi al teatro e all'università. Alla fine degli anni ottanta lavorò per due compagnie teatrali, la Andrew Lloyd Webber e la Really Useful Theatre Company, per le quali fu assistente di produzione per i musical Il fantasma dell'Opera, Starlight Express e Cats. Nel 1986 gli venne commissionato il musical Cricket da Lloyd Webber e Tim Rice, in occasione del 60º compleanno della madre. Con la Really Useful Company, Edoardo incontrò l'attrice Ruthie Henshall con la quale collaborò per due anni.
Il primo contatto di Edoardo col mondo della televisione fu il programma It's a Royal Knockout, nel giugno del 1987, col quale sponsorizzava le opere benefiche portate avanti dalla famiglia reale. Lo show fu soggetto a critiche ed Edoardo nel 1993 lasciò il programma e fondò la Ardent Television Production Company, con il nome di Edward Windsor, e poi Edward Wessex.
La Ardent venne coinvolta nella produzione di documentari e drammi scenici, in particolare ispirati sulle produzioni del principe stesso. Ad ogni modo, egli venne accusato dai media di utilizzare i suoi legami con la famiglia reale per scopi personali, soprattutto per la maniera inspiegabile con cui era riuscito a saldare forti debiti della sua società. Nel 2002 il principe annunciò il suo parziale ritiro dall'attività per dedicarsi ai suoi incarichi di stato e per affiancare la regina nei preparativi del suo giubileo d'oro.

## Vita privata
Il 19 giugno 1999 sposò Sophie Rhys-Jones nella Cappella di San Giorgio a Windsor. Dopo il matrimonio i due acquisirono i titoli di conte e contessa del Wessex.
Nel 2001 la moglie perse un figlio per una gravidanza extrauterina. L'8 novembre 2003 nacque la prima figlia, Lady Louise Alice Elizabeth Mary Mountbatten-Windsor. Il 17 dicembre 2007 nacque il secondo figlio della coppia, James Alexander Philip Theo Mountbatten-Windsor, Conte di Wessex.

## Titoli e trattamento
- 10 marzo 1964 – 19 giugno 1999: Sua Altezza Reale il Principe Edoardo
- 19 giugno 1999 – 10 marzo 2023: Sua Altezza Reale il Principe Edoardo, Conte di Wessex
  - in Scozia, dal 10 marzo 2019: Sua Altezza Reale il Principe Edoardo, Conte di Forfar
- 10 marzo 2023 - oggi: Sua Altezza Reale il Principe Edoardo, Duca di Edimburgo

Il titolo e trattamento completo di Edoardo è il seguente: "Sua Altezza Reale il Principe Edward Antony Richard Louis, il Duca di Edimburgo, Conte del Wessex, Conte di Forfar, Visconte Severn, Cavaliere Compagno Reale del Nobilissimo Ordine della Giarrettiera, Cavaliere di Gran Croce dell'Ordine Reale Vittoriano, Decorazione delle Forze Canadesi, Personale Aiutante di Campo di S.M.".
Il principe Edoardo espresse nel 1999 il desiderio di essere creato duca di Edimburgo, allorquando il titolo fosse stato riversato alla corona, alla scomparsa di entrambi i genitori. Come pattuito, dopo la scomparsa dei genitori, il titolo di duca di Edimburgo, precedentemente assegnato ex officio a Carlo III del Regno Unito, gli è stato conferito il 10 marzo 2023. Tuttavia, è stato specificato che il titolo gli è stato concesso in forma non ereditaria e pertanto non passerà in automatico a suo figlio.

## Onorificenze

Lo stendardo personale del principe Edoardo, Duca di Edimburgo.

il monogramma di Edoardo, duca di Edimburgo.

## Albero genealogico
|                               |                           |                                 | Genitori                         |  |  | Nonni |  |  | Bisnonni            |  |  | Trisnonni                 |  |
|                               |                           |                                 |                                  |  |  |       |  |  | Giorgio I di Grecia |  |  | Cristiano IX di Danimarca |  |
|                               |                           |                                 |                                  |  |  |       |  |  | Giorgio I di Grecia |  |  | Cristiano IX di Danimarca |  |
|                               |                           | Luisa d'Assia-Kassel            |                                  |  |  |       |  |  | Giorgio I di Grecia |  |  |                           |  |
| Andrea di Grecia              |                           |                                 |                                  |  |  |       |  |  | Giorgio I di Grecia |  |  |                           |  |
|                               |                           | Ol'ga Konstantinovna Romanova   | Konstantin Nikolaevič Romanov    |  |  |       |  |  |                     |  |  |                           |  |
|                               |                           | Ol'ga Konstantinovna Romanova   | Konstantin Nikolaevič Romanov    |  |  |       |  |  |                     |  |  |                           |  |
|                               |                           | Ol'ga Konstantinovna Romanova   | Alessandra di Sassonia-Altenburg |  |  |       |  |  |                     |  |  |                           |  |
| Filippo di Edimburgo          |                           | Ol'ga Konstantinovna Romanova   |                                  |  |  |       |  |  |                     |  |  |                           |  |
|                               |                           | Luigi di Battenberg             | Alessandro d'Assia               |  |  |       |  |  |                     |  |  |                           |  |
|                               |                           | Luigi di Battenberg             | Alessandro d'Assia               |  |  |       |  |  |                     |  |  |                           |  |
|                               |                           | Luigi di Battenberg             | Julia von Hauke                  |  |  |       |  |  |                     |  |  |                           |  |
| Alice di Battenberg           |                           | Luigi di Battenberg             |                                  |  |  |       |  |  |                     |  |  |                           |  |
|                               |                           | Vittoria d'Assia-Darmstadt      | Luigi IV d'Assia                 |  |  |       |  |  |                     |  |  |                           |  |
|                               |                           | Vittoria d'Assia-Darmstadt      | Luigi IV d'Assia                 |  |  |       |  |  |                     |  |  |                           |  |
|                               |                           | Vittoria d'Assia-Darmstadt      | Alice di Sassonia-Coburgo-Gotha  |  |  |       |  |  |                     |  |  |                           |  |
| Edoardo, duca di Edimburgo    |                           | Vittoria d'Assia-Darmstadt      |                                  |  |  |       |  |  |                     |  |  |                           |  |
|                               | Giorgio V del Regno Unito | Edoardo VII del Regno Unito     |                                  |  |  |       |  |  |                     |  |  |                           |  |
|                               | Giorgio V del Regno Unito | Edoardo VII del Regno Unito     |                                  |  |  |       |  |  |                     |  |  |                           |  |
|                               | Giorgio V del Regno Unito | Alessandra di Danimarca         |                                  |  |  |       |  |  |                     |  |  |                           |  |
| Giorgio VI del Regno Unito    | Giorgio V del Regno Unito |                                 |                                  |  |  |       |  |  |                     |  |  |                           |  |
|                               |                           | Maria di Teck                   | Francesco di Teck                |  |  |       |  |  |                     |  |  |                           |  |
|                               |                           | Maria di Teck                   | Francesco di Teck                |  |  |       |  |  |                     |  |  |                           |  |
|                               |                           | Maria di Teck                   | Maria Adelaide di Cambridge      |  |  |       |  |  |                     |  |  |                           |  |
| Elisabetta II del Regno Unito |                           | Maria di Teck                   |                                  |  |  |       |  |  |                     |  |  |                           |  |
|                               |                           | Lord Claude Bowes-Lyon          | Lord Claude Bowes-Lyon           |  |  |       |  |  |                     |  |  |                           |  |
|                               |                           | Lord Claude Bowes-Lyon          | Lord Claude Bowes-Lyon           |  |  |       |  |  |                     |  |  |                           |  |
|                               |                           | Lord Claude Bowes-Lyon          | Frances Dora Smith               |  |  |       |  |  |                     |  |  |                           |  |
| Elizabeth Bowes-Lyon          |                           | Lord Claude Bowes-Lyon          |                                  |  |  |       |  |  |                     |  |  |                           |  |
|                               |                           | Lady Cecilia Cavendish-Bentinck | Rev. Charles Cavendish-Bentinck  |  |  |       |  |  |                     |  |  |                           |  |
|                               |                           | Lady Cecilia Cavendish-Bentinck | Rev. Charles Cavendish-Bentinck  |  |  |       |  |  |                     |  |  |                           |  |
|                               |                           | Lady Cecilia Cavendish-Bentinck | Louisa Burnaby                   |  |  |       |  |  |                     |  |  |                           |  |
|                               |                           | Lady Cecilia Cavendish-Bentinck |                                  |  |  |       |  |  |                     |  |  |                           |  |